# 莱茵费尔登
莱茵费尔登（德語：Rheinfelden）是瑞士阿尔高州的一个市镇，位于巴塞尔以东15公里处。名字的意思是莱茵河的流域，其位置处于莱茵河上游。该城市和德国巴登-符腾堡的莱茵费尔登隔莱茵河相望。两座城市原来为一座城市，直至1802年拿破仑一世确定了瑞士和德国的边界，但是在经济和社会方面仍紧密相连。
莱茵费尔登面积为16.03平方公里。其中3.32平方公里（20.7％）为农业用地，8.01平方公里（50.0％）为森林。其余土地3.62平方公里（22.6％）为建筑物或道路，1.07平方公里（6.7％）为河流或湖泊，0.01平方公里（0.1％）为不毛之地。
截止2010年12月人口为11,960。据2009年6月统计，其中27.6%外国人。